# Броненосцы типа «Мэн»
Броненосцы типа «Мэн» (англ.  Maine-class battleships) — три крупных, мореходных эскадренных броненосца 1-го ранга, построенных для ВМФ США в конце XIX — начале XX века. Предназначались для океанской службы. Были первыми американскими броненосцами, использующими орудия главного калибра на бездымном порохе. Оставались в строю до 1919—1922 года, после чего списаны и разобраны на металл.

## История
Три больших эскадренных броненосца типа «Мэн» были авторизированы к постройке Конгрессом 4 мая 1898 года, спустя всего восемь дней после начала испано-американской войны. Согласно техническому заданию, это должны были стать крупные, мореходные корабли, с высоко расположенными орудиями, способные совершать длительные переходы и сражаться в открытом море.
В основу проекта был положен проект первого океанского броненосца американской постройки, BB-4 «Айова». К
этому моменту, преимущества океанской «Айовы» над низкобортными броненосцами береговой обороны вроде «Индиан» или строящихся «Кирсейджей» были уже доказаны практическим опытом эксплуатации кораблей. Имея несомненные доказательства превосходства мореходных броненосцев, ВМФ США смог наконец-то отбросить довлеющую ранее доктрину береговой обороны и перейти к постройке подлинно океанского флота.
Первоначально, проект предусматривал увеличенную в размерах «Айову», на которой 305-миллиметровые орудия были бы заменены 330-миллиметровыми, а 100-миллиметровые пушки — 127-миллиметровыми. Но к моменту закладки кораблей совершенно неудовлетворительные качества американских 330-миллиметровых орудий стали уже очевидны. Главный инженер ВМФ США, Джордж В. Мелвилл воспользовался негативным опытом применения 330-миллиметровых орудий в испано-американской войне, чтобы полностью переработать проект с учётом всех новинок технологии. Теперь броненосец должен был получить новые 305-миллиметровые 40-калиберные орудия на бездымном порохе, гораздо более надежные и мощные чем анахроничные 330-миллиметровые пушки. Предполагалось применить Гарвеевскую броню, но она уже вытеснялась во всем мире крупповскими плитами, поэтому где возможно решили применить крупповскую цементированную броню.
Переработанный проект был представлен военно-морскому департаменту в октябре 1898 года. Флот счел, что со всеми усовершенствованиями (особенно дорогими и мало освоенными промышленностью цементированными плитами) программа не уложится в отведенное финансирование. Одновременно, американский флот начал высказывать опасения по поводу стремительно развивающихся военно-морских программ России и Японии: быстрый рост русского и японского флотов создавал потенциальную угрозу новоприобретенным американским владениям на Тихом Океане. В 1890-х русский флот заложил серию из трех быстроходных океанских броненосцев серии «Пересвет», которые были больше и быстрее всех существующих американских кораблей.
В результате, проект снова подвергся переработке. Из проекта исключили 203-миллиметровый «промежуточный» калибр, а основу скорострельной артиллерии составили новые 50-калиберные 152-мм пушки. Бронирование сделали композитным, главный пояс набирался из гарвеированной брони, а ряд других элементов — из брони Круппа. Одновременно, были поставлены повышенные требования по скорости — новые корабли должны были иметь ход не менее 18 узлов.
Все корабли вошли в стой намного позже запланированных дат.

## Конструкция
Первоначальный проект Мэна представлял собой увеличенный тип «Иллинойс».
В «Мэне» переплелись черты русской, английской и американской кораблестроительных школ, из-за чего он весьма слабо напоминал свой «официальный» прототип — Айову. Зато был сильно похож на броненосец «Князь Потёмкин-Таврический», чертежи которого были переданы Крампу для проектирования «Ретвизана». Они имели полубак с высоко расположенной носовой башней главного калибра и сравнительно низкий полуют. Центральное пространство занимал каземат вспомогательной артиллерии, на который опиралась надстройка с двумя мостиками — на носу и корме. Впервые в американской практике, броненосец имел три трубы. Некоторые компоновочные решения явно повторяли «Ретвизан». И единственный недостаток тоже был унаследованным у «Ретвизана», это было применение тех же 24 котлов Никлосса.
Полное водоизмещение кораблей составляло 13 700 дл. тонн, нормальное 12 600 дл. тонн. Проектное водоизмещение имел только головной корабль, остальные были немного недогружены. Они имели длину в 120,1 метр, ширину в 22 метра и осадку в 7,42 метра.

### Вооружение
Вооружение кораблей составляли новые 305-миллиметровые 40-калиберные длинноствольные орудия, стрелявшие бездымным порохом. Гораздо более мощные чем анахроничные 330-мм пушки предшествовавших проектов, эти новые орудия могли запустить 394-кг снаряд на дистанцию до 17370 метров с начальной скоростью в 732 м/с (изначально предполагалось 810 м/c, но американские инженеры не смогли выполнить это требование). Только понизив скорость удалось довести живучесть стволов до 100…150 выстрелов. На расстоянии в 11000 метров такой снаряд пробивал 239-миллиметровую гарвеированную плиту. Скорострельность орудий первоначально составляла 1 выстрел в 1,5 минуты, после 1906 года её удалось довести до двух выстрелов в минуту. Боезапас — 60 выстрелов на ствол.
Орудия устанавливались в броневых башнях, попарно, на носу и на корме. Первоначальная конструкция башен имела ощутимый дефект — элеватор подачи боеприпасов проходил сквозь всю башню и барбета насквозь, без каких-либо заслонок, и возгорание в башне могло легко распространиться в погреба. В апреле 1904 года, инцидент с проникновением пламени выстрела в башню на BB-11 «Missouri» привел к гибели 34 человек. После этого, элеваторы оснастили заслонками.
Вспомогательная артиллерия состояла из шестнадцати 152-миллиметровых 50-калиберных орудий — первых подлинно скорострельных американских орудий такого калибра. Орудия выдавали на полигоне до 6 выстрелов в минуту, и запускали 48-кг фугасный снаряд на дистанцию до 14 590 метров. Пять орудий с каждого борта стояли в казематах на главной палубе, под надстройкой, ещё четыре орудия (по два на борт) находились в казематах палубой выше, и ещё два орудия располагались в индивидуальных казематах в носовой части.
Противоминное вооружение, в соответствии с ростом размеров, скорости, и дальности действия торпед миноносцев, состояло теперь из шести 75-миллиметровых пушек, восьми 3-х фунтовых пушек, шести однофунтовых орудий Норденфельда и трех 7,62-мм пулеметов Максима. Торпедное вооружение (впервые в американской практике) было расположено под ватерлинией и состояло из двух штевневых торпедных аппаратов калибром 457-мм.

### Броневая защита
Эскадренные броненосцы класса «Мэн» были первыми американскими кораблями, на которых гарвеированную броню частично заменили более совершенной, цементированной по методу Круппа. Хотя изначально новая броня вызвала ряд сомнений (главными из которых была её огромная стоимость и сложность изготовления). Поэтому в первоначальном проекте все броневые элементы должны были изготовляться и Гарвеевской стали.
Но потом значительную часть броневого материала была изготовлена из брони Круппа. Правда Гарвеевская сталь пошедшая на изготовление плит была высокого качества.
Схема бронирования, сделанная по принципу «все или ничего», повторяла применённую на типе «Иллинойс», но толщина была уменьшена, а площадь увеличена.
Главный броневой пояс гарвеевской брони имел максимальную толщину 279 миллиметров. В носу он имел толщину 102 мм. На уровне кормового барбета замыкался кормовым траверсом. В корме защита состояла только из карапасной бронепалубы.
Над главным поясом располагался 152 мм верхний пояс из крупповской стали, прикрывающий пространство в центре корпуса от верхней кромки главного пояса и до основания казематов скорострельной артиллерии.
Барбеты башен c с фронта и с боков защищались бронёй 305-мм, с тыла 203 мм. Сами башни имели 305 мм лоб, 254-мм(279 мм) боковую и 279-мм(203 мм) тыльную вертикальную броню и 76-мм крышу.
Очень тяжело была защищена батарея скорострельной артиллерии — каждое орудие стояло в каземате или в спонсоне, имевшем защиту с трёх сторон (с боков и сзади ) из броневых плит толщиной в 152 мм. Боевая рубка имела стенки толщиной 10 дюймов (254 мм) и крышу толщиной 2 дюйма (51 мм).
Горизонтальная защита обеспечивалась броневой палубой, имевшей толщину в 64 мм. Палуба в цитадели располагалась на уровне верхней кромки главного пояса. В оконечностях имела скосы толщиной 70 мм примыкавшие к нижней кромке пояса.

### Силовая установка
Силовая установка была двухвальной, общей проектной мощностью 16 000 и. л. с. На «Огайо» и «Миссури» стояли четырёхцилиндровые паровые машины, на «Мэйне» трёхцилиндровые. «Мэйн» нёс двадцать четыре тонкотрубных котла Никлосса, а «Огайо» и «Миссури» — двенадцать более эффективных толстотрубных котлов Торнинкрофта. Максимальная скорость кораблей составляла 18 узлов. Последующая эксплуатация однотипных кораблей со всей наглядностью показала несостоятельность рекламы братьев Никлосс: «Мэн» оказался самым неэкономичным кораблем американского флота и получил прозвище «пожиратель угля». Дальность плавания «Мэйна» составляла 4900 миль на ходу 10 узлов, против 5660 миль у ситершипов. Впрочем, этот недостаток впоследствии удалось исправить: в ходе модернизации в 1910 году его котлы заменили на 12 новых фирмы «Бэбкок энд Вилкокс».
Электроэнергией корабль снабжали восемь 80-вольтовых динамо-машин общей мощностью 328 кВт.

## Оценка проекта
Броненосцы типа «Мэн» стали первой полностью удачной серией американских эскадренных броненосцев. Накопив значительный негативный опыт на предыдущих сериях, американские инженеры разобрались, что делать не стоило, и взяв за образец удачные аналоги, сумели создать небольшие, но отлично сбалансированые и мощные корабли.
Броненосцы типа «Мэн» стали первыми американскими 18-ти узловыми броненосцами.
Броненосцы типа «Мэн» обладали высокой скоростью и хорошей мореходностью, мощным вооружением и надежной броневой защитой. Новые 305-миллиметровые 40-калиберные орудия, сменившие анахроничные 330-миллиметровки, наконец-то были на уровне европейских стандартов. Скорострельные же 152-миллиметровые орудия были одними из лучших в мире.
Броненосцы типа «Мэн» имели хорошо продуманную схему защиты, надежно защищавшую орудия и механизмы от тяжелых снарядов, и надводный борт и оконечности — от скорострельных.
|                                      | «Формидебл»                                       | «Мэн»                                         | «Айова»                                     | «Виттельсбах»                                   | «Микаса»                                          | «Ретвизан»                                      | «Йена»                                         |
| ------------------------------------ | ------------------------------------------------- | --------------------------------------------- | ------------------------------------------- | ----------------------------------------------- | ------------------------------------------------- | ----------------------------------------------- | ---------------------------------------------- |
| Год закладки                         | 1898                                              | 1899                                          | 1893                                        | 1899                                            | 1898                                              | 1899                                            | 1897                                           |
| Год ввода в строй                    | 1901                                              | 1902                                          | 1897                                        | 1902                                            | 1902                                              | 1902                                            | 1902                                           |
| Водоизмещение нормальное, т          | 14 732                                            | 12 801                                        | 11 523                                      | 11 774                                          | 15 140                                            | 12 900                                          | 11 688                                         |
| Полное, т                            | 16 053                                            | 13 919                                        | 12 849                                      | 12 798                                          | 15 979                                            | 14 100                                          | 12 105                                         |
| Мощность ПМ, л. с.                   | 15 000                                            | 16 000                                        | 11 000                                      | 14 000                                          | 16 000                                            | 16 000                                          | 16 500                                         |
| Максимальная проектная скорость, узл | 18                                                | 18                                            | 16                                          | 18                                              | 18                                                | 18                                              | 18                                             |
| Дальность, миль (на ходу, узл.)      | 8000 (10)                                         | 4900 (10)                                     | ?                                           | 5000 (10)                                       | 4600 (10)                                         | 8000 (10)                                       | 7000(10)                                       |
| Бронирование, мм                     |                                                   |                                               |                                             |                                                 |                                                   |                                                 |                                                |
| Тип (кроме палуб)                    | КС                                                | КС, ГС                                        | ГС                                          | КС                                              | КС                                                | КС                                              | ГС                                             |
| Пояс                                 | 229                                               | 279                                           | 356                                         | 225                                             | 229                                               | 229                                             | 320                                            |
| Палуба(скосы)                        | 51(76)                                            | 63                                            | 76                                          | 50(120)                                         | 51(76)                                            | 51(64)                                          | 63                                             |
| Башни                                | 254                                               | 305                                           | 381                                         | 250                                             | 254                                               | 229                                             | 304                                            |
| Барбеты                              | 305                                               | 305                                           | 381                                         | 250                                             | 356                                               | 203                                             | -                                              |
| Рубка                                | 356                                               | 254                                           | 254                                         | 250                                             | 356                                               | 254                                             | 298                                            |
| Вооружение                           | 2×2×305-мм/40 12×1×152-мм/45 16×1×76,2-мм/40 4 ТА | 2×2×305/40 16×1×152-мм/50 6×1×76,2-мм/50 2 ТА | 2×2×305/35 4×2×203-мм/35 6×1×102-мм/40 4 ТА | 2×2×240-мм/40 18×1×150-мм/40 12×1×88-мм/30 6 ТА | 2×2×305-мм/40 14×1×152-мм/40 20×1×76,2-мм/40 4 ТА | 2×2×305-мм/40 12×1×152-мм/45 20×1×75-мм/50 6 ТА | 2×2×305-мм/40 8×1×164-мм/45 8×1×100-мм/45 4 ТА |

## Комментарии
1. ↑  Для британских и американских кораблей в источниках водоизмещение даётся в длинных тоннах, поэтому оно пересчитано в метрические тонны